# Великолепетихская поселковая община
Великолепетихская поселковая община (укр. Великолепетиська селищна громада) — территориальная община в Каховском районе Херсонской области Украины.
Образована в ходе административно-территориальной реформы 12 июня 2020 года путем объединения Великолепетихского поселкового, Катериновского, Князе-Григоровского и Малолепетихского сельских советов Великолепетихского района.
С марта 2022 года община находится под российской оккупацией в ходе вторжения России в Украину.
Площадь общины — 630,5 км², население — 11 755 человек (2022).
Своё название община получила от названия административного центра, где размещены органы власти — посёлка Великая Лепетиха.

## Населённые пункты
В состав общины входят посёлок Великая Лепетиха и 7 сёл: Дмитровка, Катериновка, Князе-Григоровка, Константиновка, Малая Лепетиха, Сергеевка и Среднее.